# Noélie Yarigo
Noélie Ditchakou Yarigo (* 26. Dezember 1985 in Natitingou) ist eine beninisch-französische Mittelstreckenläuferin, die sich auf den 800-Meter-Lauf spezialisiert hat und über diese Distanz Inhaberin des Landesrekordes ist.

## Sportliche Laufbahn
Erste internationale Erfahrungen sammelte Noélie Yarigo bei den Spielen der Frankophonie 2005 in Niamey, bei denen sie in 2:11,61 min den sechsten Platz belegte und mit der beninischen 4-mal-400-Meter-Staffel in 3:47,56 min den fünften Platz erreichte. Zwei Jahre später nahm sie erstmals an den Afrikaspielen in Algier teil und schied dort mit 2:13,29 min im Vorlauf aus, wie auch bei den Afrikameisterschaften 2012 im heimischen Porto-Novo mit 2:06,72 min. Auch bei den Spielen der Frankophonie 2013 in Nizza gelangte sie mit 2:07,35 min nicht bis in das Finale. 2014 wurde sie bei den Afrikameisterschaften in Marrakesch in 2:01,64 min Fünfte und 2015 qualifizierte sie sich für die Weltmeisterschaften in Peking, bei denen sie mit 2:02,48 min in der ersten Runde ausschied. 2016 erreichte sie bei den Afrikameisterschaften in Durban in 2:02,68 min den sechsten Platz und qualifizierte sich auch für die Olympischen Spiele in Rio de Janeiro, bei denen sie mit 1:59,78 min im Halbfinale ausschied. 2017 gewann sie in  2:02,47 min die Bronzemedaille bei den Islamic Solidarity Games in Baku und gewann bei den Spielen der Frankophonie in Abidjan in 2:01,27 min die Silbermedaille hinter der Marokkanerin Malika Akkaoui. Zudem kam sie dort mit der 4-mal-100-Meter-Staffel nicht ins Ziel. Bei den Weltmeisterschaften in London erreichte sie das Halbfinale, in dem sie mit 1:59,74 min ausschied.
2018 belegte sie bei den Afrikameisterschaften in Asaba in 2:04,36 min den siebten Platz. Im Jahr darauf wurde sie bei den Afrikaspielen in Rabat in 2:04,66 min ebenfalls Siebte über 800 Meter. Anschließend gelangte sie bei den Weltmeisterschaften in Doha bis ins Halbfinale und schied dort mit 2:00,75 min aus. 2020 siegte sie in 2:00,78 min bei der Nacht van de Atletiek und im Jahr darauf gelangte sie bei den Olympischen Spielen in Tokio bis ins Halbfinale und schied dort mit 2:01,41 min aus. 2022 siegte sie in 2:04,35 min beim Sollentuna GP sowie anschließend in 2:03,47 min bei den Kuortane Games. Im Juli erreichte sie bei den Weltmeisterschaften in Eugene das Halbfinale und schied dort mit 2:01,52 min aus. Im Jahr darauf steigerte sie ihren eigenen Landesrekord auf 1:58,65 min und schied im August bei den Weltmeisterschaften in Budapest mit 1:59,43 min erneut im Semifinale aus. 2024 erreichte sie bei den Hallenweltmeisterschaften in Glasgow das Finale und gewann dort in 2:03,15 min die Bronzemedaille hinter der Äthiopierin Tsige Duguma und Jemma Reekie aus dem Vereinigten Königreich. Im Mai wurde sie bei der Doha Diamond League in 1:58,70 min Dritte und auch beim Meeting International Mohammed VI d’Athlétisme de Marrakesch wurde sie in 1:59,96 min Dritte. Im August schied sie bei den Olympischen Sommerspielen in Paris mit 2:01,35 min im Halbfinale aus. Zudem war sie Fahnenträgerin Benins während der Eröffnungs- und Abschlussveranstaltung der Spiele. Im Jahr darauf kam sie bei den Hallenweltmeisterschaften in Nanjing mit 2:07,88 min nicht über den Vorlauf hinaus.
2006 wurde Yarigo beninische Meisterin im 800-Meter-Lauf.

## Persönliche Bestzeiten
- 400 Meter: 53,20 s, 9. September 2017 in Ouagadougou
  - 400 Meter (Halle): 55,11 s, 26. Januar 2014 in Bordeaux (beninischer Rekord)
- 600 Meter: 1:25,78 min, 27. August 2017 in Berlin
- 1000 Meter: 2:36,30 min, 3. Juli 2021 in Heusden-Zolder (beninischer Rekord)
- 800 Meter: 1:58,65 min, 9. Juni 2023 in Paris (beninischer Rekord)
  - 800 Meter (Halle): 1:58,48 min, 8. Februar 2023 in Toruń (beninischer Rekord)
- 1500 Meter: 4:20,09 min, 23. Juni 2018 in Blois (beninischer Rekord)